# Apamea basimacula
Apamea basimacula là một loài bướm đêm trong họ Noctuidae.